# Szabolcs (imię)
Szabolcs – węgierskie imię męskie, noszą je np.  Szabolcs Huszti, Szabolcs Fazakas, Szabolcs Balajcza. Tak nazywał się, według Simona Kézaia jeden z siedmiu węgierskich wodzów – Szabolcs (osoba).